# Lumbarda
Lumbarda är en ort i Kroatien. Den ligger i länet Dubrovnik-Neretvas län, i den sydöstra delen av landet, 300 km söder om huvudstaden Zagreb. Lumbarda ligger 18 meter över havet och antalet invånare är 1 227. Den ligger på ön Korčula.
Terrängen runt Lumbarda är kuperad norrut, men åt sydväst är den platt. Havet är nära Lumbarda åt sydost. Närmaste större samhälle är Korčula, 5,0 km nordväst om Lumbarda.